# Lecce
Lecce (salentino Lècce; grško Luppìu; latinsko Lupiae; starogrško Λουiπία, latinizirano: Loupíai) je zgodovinsko mesto s 95.766 prebivalci (2015) v južni Italiji. Je glavno mesto pokrajine Lecce, pokrajine z drugo največjo populacijo v deželi Apuliji, pa tudi eno najpomembnejših mest te pokrajine. To je glavno mesto polotoka Salento v peti Apeninskega polotoka in je staro več kot 2000 let.
Zaradi bogatih baročnih arhitekturnih spomenikov, ki jih najdemo v mestu, se Lecce običajno imenuje "Južne Firence". Mesto ima tudi dolgo tradicionalno sorodnost z grško kulturo, ki sega od njenih temeljev; v grških zapisih pravijo, da so bili Mesapi, ki so ustanovili mesto, Krečani. Do danes se v Grecìa Salentina, skupini mest nedaleč od Lecceja, še vedno govori jezik griko.
Kar zadeva industrijo, je Pietra leccese ‘’ – posebna vrsta apnenca – eden glavnih izvoznih izdelkov mesta, ker je zelo mehak in obdelovalen, zato primeren za skulpture. Lecce je tudi pomembno kmetijsko središče, predvsem zaradi proizvodnje oljčnega olja in vina, pa tudi industrijsko središče, specializirano za proizvodnjo keramike.
Lecce je dom Univerze v Salentu, ustanovljene leta 1955 in od leta 2017/18 vpisuje več kot 16.000 študentov.

## Zgodovina
Po legendi je mesto, imenovano Sybar, obstajalo v času trojanske vojne, ki so ga ustanovili Mesapi. Rimljani so ga osvojili v 3. stoletju pred našim štetjem in mu dali novo ime Lupiae.
Pod cesarjem Hadrijanom (2. stoletje n. št.) je bilo mesto premaknjeno 3 kilometre proti severovzhodu in dobilo ime Licea ali Litium. Mesto Lecce je imelo gledališče in amfiteater ter bilo povezano s pristaniščem Hadrian (sedanji San Cataldo). Oroncij iz Lecceja, lokalno imenovan Sant'Oronzo, velja za prvega krščanskega škofa v mestu in je zavetnik Lecceja.
Po padcu Zahodnega rimskega cesarstva je Lecce v gotskih vojnah opustošil ostrogotski kralj Totila. Leta 549 je bilo obnovljeno pod rimsko oblastjo in je ostalo del Vzhodnega cesarstva pet stoletij, s kratkimi osvajanji Saracenov in Langobardov.
Po normanskem osvajanju v 11. stoletju je Lecce ponovno pridobil komercialni in politični pomen (grof Tancredi iz Lecceja je bil zadnji normanski kralj Sicilije), ki je cvetel v kasnejši vladavini Hohenstaufenov in Anžujcev. Grofija Lecce je bila eden največjih in najpomembnejših fevdov v Kraljevini Siciliji od leta 1053 do 1463, ko je bila priključena neposredno kroni. Od 15. stoletja je bil Lecce eno najpomembnejših mest južne Italije, od leta 1630 pa je bil obogaten z dragocenimi baročnimi spomeniki. Da bi preprečili invazijo Osmanov, je Karel V. (ki je bil tudi cesar Svetega rimskega cesarstva) v prvi polovici 16. stoletja zgradil novo linijo obzidja in grad.
Leta 1656 je v mestu izbruhnila kuga, ki je ubila tisoč prebivalcev.
Leta 1943 so lovska letala s sedežem v Lecceju pomagala podpirati izolirane italijanske garnizije v Egejskem morju med drugo svetovno vojno. Ker so zavezniki zamudili, niso mogli preprečiti poraza. V letih 1944 in 1945 so bili v Lecceju bazirani bombniki velikega dosega B-24 98. bombne skupine 15. letalska sile ameriške vojske, od koder so posadke letele na misije nad Italijo, Balkan, Avstrijo, Nemčijo in Francijo.

## Geografija
V lokalni geografiji Lecce zavzema osrednji-severni del ravnice Salento, v tako imenovani plošči Lecce, obsežni in enotni nižini Salenta med terasastimi griči Murge na severu in rastlinjaki Salento na jugu. Za območje je značilna posebna zemlja, apnenčasto-lapornata iz miocena, ki jo v južni Italiji najdemo skoraj izključno v Terra d'Otranto in ki je splošno znana kot pietra leccese, ki se zlahka izkopava in reže. Morfologija ozemlja je na celotni ravnici.
Značilnosti ozemlja so mogočne plasti rdeče zemlje in odsotnost površinskih vodnih poti. Kraški teren ima nešteto vrtač (imenovanih vore ali capoventi), zbirnih točk za padavine, ki prenašajo vodo v podzemlje in napajajo podtalnico. Številni kanali, izkopani, da bi olajšali pretok dežja v vrtače in zato, da bi se izognili nastajanju močvirja, prepredajo površje. Ozemlje občine Lecce prečka Idume, podzemna reka, ki se v bližini marine Torre Chianca izliva v Jadransko morje in tvori porečje Iduma.
Občinsko ozemlje se razteza na 241,00 km² in gleda na Jadransko morje več kot 20 km. Vključuje marine San Cataldo, administrativno razdeljene med Vernole in Lecce, Frigole, Torre Chianca, Spiaggiabella in Torre Rinalda ter zaselek Villa Convento, ki ga deloma upravljata občina Novoli in predmestje San Ligorio. Kraj Casalabate je 15. maja 2012 prešel v pristojnost občin Squinzano in Trepuzzi zaradi izida posvetovalnega referenduma 12. in 13. junija 2011.  Enklava občine Surbo je zaprta na občinskem ozemlju Lecce. Ozemlje Lecceja meji na Jadransko morje na severu in vzhodu, na jugu z občinami Lequile, San Cesario di Lecce, Cavallino, Lizzanello in Vernole, na zahodu s Squinzano, Trepuzzi, Novoli, Arnesano in Monteroni di Lecce.
Lecce ima mediteransko podnebje ([[Köppnova podnebna klasifikacija Csa).

## Znamenitosti

### Cerkve in religiozne stavbe
- Bazilika sv. Križa: gradnja se je začela leta 1353, vendar so se dela ustavila do leta 1549 in so bila dokončana šele leta 1695. Cerkev ima bogato okrašeno pročelje z živalmi, grotesknimi figurami in rastlinjem ter veliko okno rozeto. Ob cerkvi je vladna palača, nekdanji samostan.
- Stolnica v Lecceju: cerkev je bila prvotno zgrajena leta 1144, obnovljena leta 1230, nato pa jo je v letih 1659–70 v celoti obnovil Giuseppe Zimbalo, ki je zgradil tudi petnadstropni 70 metrov visok zvonik z osmerokotno ložo.
- Cerkev svetih Nicola in Catalda: Cerkev je primer italo-normanske arhitekture. Ustanovil jo je Tancredi Sicilski leta 1180. Leta 1716 je bila obnovljena fasada, z dodanimi številnimi kipi, a ohranila prvotni romanski portal. Stene so bile poslikane v 15.-17. stoletju.
- Samostan Celestine: zgradil ga je (1549–1695) v baročnem slogu Giuseppe Zimbalo. Dvorišče je oblikoval Gabriele Riccardi.
- Santa Irene: to cerkev so leta 1591 naročili Teatinci in jo posvetili sveti Ireni. Arhitekt je bil Francesco Grimaldi). Ima veliko fasado, ki prikazuje različne sloge v zgornjem in spodnjem delu. Nad portalom stoji kip Svete Irene (1717) Maura Manierija. Notranjost je v tlorisu latinskega križa in je precej trezna. Glavna oltarna slika je kopija slike Sveti Mihael avtorja Guida Renija. Glavni oltar ima Prevoz Svete skrinje Oronza Tisa. V desnem transeptu je eden največjih oltarjev v Lecceju, posvečen svetemu Kajetanu (1651). V bližini je rokoko oltar svetega Andreja Avellina. Iz sredine 17. stoletja je tudi oltar svetega Oroncija, delo Francesca Antonia Zimbala, sledi oltar svete Irene s platnom Giuseppeja Verria (1639), devet doprsnih kipov svetnikov z relikvijami in velik kip svetnice. Na oltarju svetega Štefana je Verriovo Kamenjanje sv. Štefana.
- San Matteo: ta cerkev je bila zgrajena leta 1667. Ima tipičen srednjeitalijanski baročni slog. Na fasadi ima dva stebra, od katerih je le eden okrašen, a le delno. Po lokalni legendi je ljubosumni hudič ubil kiparja, preden je lahko dokončal delo.

### Druge stavbe
- Steber kipa sv. Oroncija: (zavetnika Lecceja) je mesto Brindisi dalo Lecceju, ker je veljalo, da je sveti Oroncij v Brindisiju ozdravil kugo. Steber je bil en od para, ki je označil konec Apijeve ceste, glavne ceste med Rimom in južno Italijo.
- Torre del Parco je eden od srednjeveških simbolov Lecceja. Postavil ga je leta 1419 takrat 18-letni Giovanni Antonio Del Balzo Orsini, princ Lecceja. Stolp, visok več kot 23 metrov, je obdan z jarkom, v katerem so gojili medvede (heraldični simbol Orsini del Balzo). Celoten kompleks je bil sedež Orsinijevega dvora in kovnice, po smrti Giovannija Antonija pa je postal rezidenca španskih namestnikov.
- Palazzo Sedile: palača je bila zgrajena leta 1592 in jo je lokalni svet uporabljal do leta 1852.
- Grad Karla V.: leta 1539–49 zgradil Gian Giacomo dell'Acaja. Ima trapezni tloris s kotnimi bastijoni. Drži se operne hiše Politeama Greco, ki je bila odprta 15. novembra 1884.
- Slavolok (Arco di Trionfo, običajno imenovan Porta Napoli, "Neapeljska vrata"), ki so ena od treh vrat za vstop v zgodovinsko mestno jedro Lecceja, postavljena leta 1548 v čast Karlu V. Nadomestil je starejša vrata, Porta S. Giusto, ki so po izročilu ležala nad grobom istoimenskega svetnika. Nad obstoječimi srednjeveškimi vrati so zgrajena tudi sedanja Porta San Biagio ("Vrata sv. Vlaha") in Porta Rudiae, tudi dvoje vrat v zgodovinsko mestno jedro Lecceja. Obe sta v baročnem slogu, slednja imajo na vrhu kip sv. Oroncija in ob straneh mitološke figure.
- Palazzo dei Celestini, zdaj sedež province Lecce. Zgrajena je bila v letih 1659–1695 po načrtih Giuseppeja Zimbala.
- Mestni obelisk, postavljen leta 1822 v čast Ferdinandu I. Dveh Sicilij.

- City Square
- Bazilika Svetega Križa
- Notranjost bazilike Svetega Križa
- Detajl iz bazilike
- Detajl Piazza del Duomo
- Rimsko gledališče (2. st.)
- Torre del Parco
- Slavolok
- Porta Rudiae

### Vrtovi in parki
- Orto Botanico di Lecce,botanični vrt v Lecceju.

### Arheologija
- Rimski amfiteater iz 2. stoletja v bližini trga Sant'Oronzo, je lahko sprejel več kot 25.000 ljudi. Zdaj je napol zakopan, ker so nad njim skozi stoletja nastajali drugi spomeniki. Gledališče se trenutno uporablja za različne verske in umetniške dogodke.
- Arheološki muzej Sigismondo Castromediano.
- Arheološki muzej Faggiano.
- Arheološki park Rudiae, tri kilometre jugozahodno od mesta, vendar znotraj njegovih meja. Kraj je renesančni humanist Antonio de Ferraris, ki je bil iz te regije, identificiral kot nekdanji dom pesnika Enija.[9] To je bilo nekoč pomembnejše mesto do rimskih časov in ima lasten amfiteater, nekropolo in ostanke močnega obzidja. Po njej se imenujejo vrata Porta Rudiae, zgrajena na cesti, ki vodi od tega kraja.

## Pobratena mesta
Lecce je pobraten z:
- Murcia, šSpanija, od 2004
- Skopje, Severna Makedonija, od 2005
- Ostrów Wielkopolski, Poljska, od 2006
- Valladolid, Španija, od 2009